# نهر الربرقاط
الربرقاط هو ثاني أطول نهر في قطلونية بإسبانيا بعد نهر تِر. يتدفق إلى البحر الأبيض المتوسط جنوب مدينة برشلونة. لربما أن الاسم قد نشأ من كلمة لطنية قديمة تعني مظلم أو حزين أو موحل أو من Rubricatus أي أحمر.